# هيرويوكي نيتتا
هيرويوكي نيتتا (باليابانية: 仁田尾 博幸) (27 نوفمبر 1973 في كاغوشيما في اليابان – )؛ هو لاعب كرة قدم سابق كان يلعب كحارس مرمى.